# محمدحسین معینی قراگوزلو
محمدحسین معینی قراگوزلو نماینده رزن در دوره بیست و چهارم مجلس شورای ملی بود. وی در این دوره توانست بالاتر از نماینده قبلی رزن به مجلس بیست و چهارم راه‌ یابد. این دوره از شهریور ۱۳۵۴ آغاز شد و معینی قراگوزلو آخرین نماینده رزن در دوران پیش از انقلاب ۵۷ بود که با وقوع انقلاب، مجلس بیست و‌ چهارم نیمه‌کاره به پایان رسید. وی عضو کمیسیون تعاون و امور روستاها در مجلس بیست و چهارم بود